# أوبيد أنساه
أوبيد أنساه (بالإنجليزية: Obed Ahsah)‏ هو لاعب كرة قدم غاني في مركز الوسط، ولد في 2 نوفمبر 1986 في أكرا في غانا. لعب مع هارتس أوف أوك.